# 中华人民共和国宪法序言
中华人民共和国宪法序言是对中华人民共和国宪法的主要理念进行介绍的一篇弁言。全文分为13段，共1740字。该序言与其他大部分国家现行宪制性法律的序言（如《美国宪法》）相比篇幅较长，其较为详细和完整地记录了中华人民共和国政府方面关于中国的近代史，中华人民共和国的建设和成就，中国的社会阶级、党派制度、建设理念和任务的现状，中华人民共和国对内的领土主张以及对外外交政策等方面的解读和立场。

## 原文
中国是世界上历史最悠久的国家之一。中国各族人民共同创造了光辉灿烂的文化，具有光荣的革命传统。

（中略）

本宪法以法律的形式确认了中国各族人民奋斗的成果，规定了国家的根本制度和根本任务，是国家的根本法，具有最高的法律效力。全国各族人民、一切国家机关和武装力量、各政党和各社会团体、各企业事业组织，都必须以宪法为根本的活动准则，并且负有维护宪法尊严、保证宪法实施的职责。

## 解读

### 法律效力
根据中华人民共和国政府官方的主张，中国现行的宪法制度中，宪法及其序言不能在法院作为裁判依据直接适用，因此并不具有所谓直接的“可诉性”。故一些学者认为中华人民共和国宪法及其序言没有法律效力，而更像是一个“政治纲领式的宣言”。但中国政府方面同时认为称中国宪法序言是一种政治宣示，没有任何法律效力的说法“有失偏颇”。

## 历史沿革
中华人民共和国宪法在历史上曾经过多次大幅度修改，其序言也随之变化。

### 早期

#### 共同纲领
维基文库中的相關文獻：共同纲领的序言

#### 五四宪法
维基文库中的相關文獻：五四宪法的序言

#### 七五宪法
维基文库中的相關文獻：七五宪法的序言

##### 1978年修正案
维基文库中的相關文獻：1978年修正的序言

### 八二宪法（现行版）
现行版宪法序言基于1982年的序言版本，至今共经过5次修正，其中除1988年修正案外，其余4次皆涉及序言的变化。
 维基文库中的相關文獻：中华人民共和国宪法修正案

## 相关争议

### 台湾问题
《中华人民共和国宪法》序言中有以下兩句：
台湾是中华人民共和国的神圣领土的一部分。完成统一祖国的大业是包括台湾同胞在内的全中国人民的神圣职责。
此二句，将台湾属于中华人民共和国这一声称作为法律制度写进了国家的根本大法，忽略了以目前情況而言，治理台灣地區的中華民國政權是獨立政治實體，雖國際未予普遍承認，但於實質上並不受中華人民共和國政府管轄的事實，引发了不少相关争议。
2023年3月7日，在第十四届全国人大一次会议的记者提问会上，时任中华人民共和国外交部部长秦刚曾引用了《中华人民共和国宪法》序言中关于台湾问题的两句宣言回答记者提问，并同时宣称“解决台湾问题是中国人自己的事，任何外国都无权干涉”。